# Альберт Кессельрінг
А́льберт Ке́ссельрінг (нім. Albert Kesselring; нар. 30 листопада 1885, Марктштефт, Баварське королівство — пом. 16 липня 1960, Бад-Наугайм, Гессен) — німецький воєначальник часів Третього Рейху, генерал-фельдмаршал Люфтваффе (1940). У Другу світову війну командував повітряним флотом під час агресії проти Польщі, Франції і СРСР, з грудня 1941 по травень 1945 головнокомандувач військами Південного Заходу (Середземномор'я, Італія) і Заходу (Західна Німеччина).
Кессельрінг брав участь в обох світових війнах, став одним з найуспішніших командирів Третього Рейху, він є одним з 27 нагороджених Лицарським хрестом з Дубовим Листям, Мечами та Діамантами. Отримав прізвисько «Усмішливий Альберт» (англ. Smiling Albert) від Союзників і «Дядько Альберт» (нім. Onkel Albert) від своїх солдатів, оскільки був одним з найпопулярніших німецьких генералів Другої світової війни.
Блискучий командир, штабний офіцер і талановитий військовий адміністратор, він створив військово-повітряні сили своєї країни (Люфтваффе), командував повітряними флотами в чотирьох найбільших військових кампаніях, а згодом був призначений командувачем стратегічного напрямку, отримавши в своє розпорядження всі сили і засоби армії, ВПС і флоту Німеччини і її союзників.
Після війни, Кессельрінг був засуджений британським військовим трибуналом за військові злочини, скоєні його військами, що знищували мирне населення окупованої Італії до страти, проте, згодом вирок був змінений на довічне позбавлення волі. У 1952 в результаті поширеної політичної та медійної кампанії був звільнений, з приводу на поганий стан здоров'я.
Кессельрінг був одним з трьох генерал-фельдмаршалів Третього Рейху, що видав після війни мемуари, «Soldat bis zum letzten Tag» (Солдат до останнього дня).

## Біографія

### Раннє життя

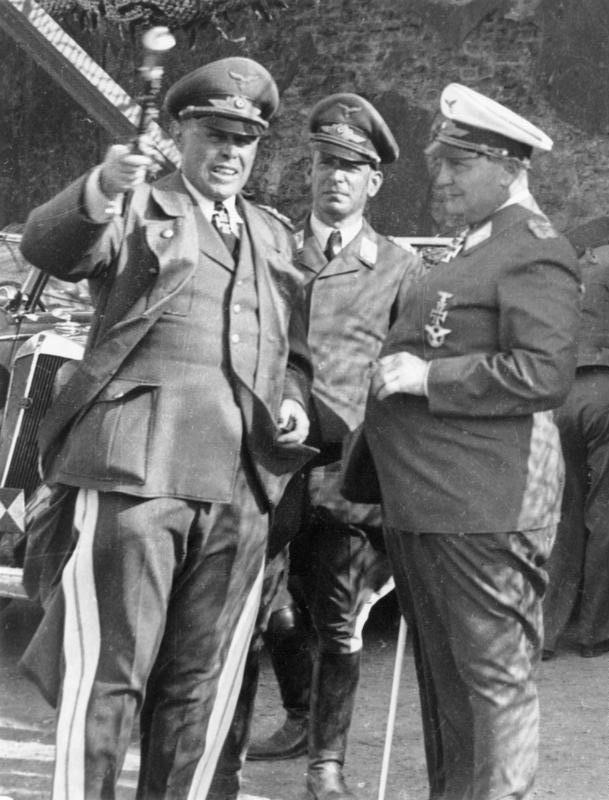
Кесельрінг (ліворуч) разом з Вільгельмом Шпейделем та Германом Ґерінґом

Альберт Кессельрінг народився в Марктштефті, Баварія, 30 листопада 1885 року в родині Карла Адольфа Кессельрінга, шкільного вчителя і члена міської ради, та Розіни Кессельрінг, його кузини. Дитинство Альберт провів у Марктстефті, де його родичі керували пивоварним заводом з 1688 року.
Закінчивши в 1904 році класичну середню школу в Байройті, Кессельрінг вступив у чині фанен-юнкера до складу 2-го баварського полку піхотної артилерії. Полк базувався в Меце і відповідав за підтримку його фортів. Кессельрінг залишався в полку до 1915 року, за винятком періодів навчання: у 1905—1906 роках він вчився у військовій академії, після закінчення курсу отримав чин лейтенанта; у 1909—1910 роках пройшов навчання в артилерійському училищі в Мюнхені.
У 1910 році Кессельрінг одружився з Луїзою Анною Пауліною (Ліні) Кейсслер, дочкою аптекаря з Байрейту. У 1912 році він закінчив навчання на спостерігача рекогносцирувального аеростата.
Військова кар'єра
- 4 лютого 1905 — фенріх
- 8 березня 1906 — лейтенант
- 25 жовтня 1913 — оберлейтенант
- 19 травня 1916 — гауптман
- 1 квітня 1925 — майор
- 1 лютого 1930 — оберстлейтенант
- 1 жовтня 1932 — оберст
- 1 жовтня 1934 — генерал-майор
- 1 квітня 1936 — генерал-лейтенант
- 1 червня 1937 — генерал авіації
- 19 липня 1940 — генерал-фельдмаршал

### Перша світова війна
Кессельрінг служив як на Західному, так і на Східному фронтах Першої світової війни. На початку війни до кінця 1914 року він служив разом зі своїм полком у Лотарингії, поки він не був переведений на посаду ад'ютанта командира 1-го баварського полку піхотної артилерії (6-та армія).
19 травня 1916 року йому було присвоєне звання гауптмана. У 1916 році Кессельрінг був знову переведений до 3-го баварського полку піхотної артилерії на попередню посаду, на якій він проявив себе в битві при Аррасі під час британського наступу.
За свої заслуги на Західному фронті Кессельрінг був нагороджений Залізним хрестом 2-го і 1-го класів. У 1917 році він був направлений у Генеральний штаб, служив на Східному фронті в штабі 1-ї баварської піхотної дивізії. У січні 1918 року Кессельрінг повернувся на Західний фронт як штабний офіцер 2-го і 3-го баварських корпусів.

### Післявоєнний час
Післявоєнне скорочення армії не торкнулося Кессельрінга, він залишався служити в рейхсвері, капітаном до 1933 року. Спочатку, в 1919—1922 роках Кессельрінг командував артилерійською батареєю 24-го артилерійського полку.
1 жовтня 1922 року його перевели до навчального департаменту міністерства рейхсверу в Берліні. Під час роботи в міністерстві Кессельрінг займався організацією армії, скорочував штабний контингент для збільшення боєздатності військ при обмежених ресурсах. Він допоміг реорганізувати артилерійський департамент, заклавши фундамент для майбутніх наукових досліджень і розробок у військовій справі.
Він брав участь в таємних військових навчаннях 1924 роки в СРСР, а також в розробці так званого «Великого плану» армії з 102 дивізій, що розробляється в 1923—1924 роках. У 1929 році Кессельрінг повернувся до Баварії як командувач 7-го військового округу. Потім він ненадовго повернувся до роботи в міністерстві і отримав у 1930 році звання оберст-лейтенанта. У 1931—1933 роках Кессельрінг командував дивізіоном 4-го артилерійського полку в Дрездені.
1 жовтня 1933 року Кессельрінг був звільнений з армії в запас в званні оберста та призначений начальником адміністративного департаменту Рейхскомісаріата авіації (нім. Reichskommissariat für die Luftfahrt), попередника Рейхсміністерства авіації (нім. Reichsluftfahrtministerium), де він брав участь у відновленні авіаційної промисловості країни та одночасно таємно займався відтворенням німецьких ВПС.
З жовтня 1934 — генерал-майор.
У 1935 Кессельрінгу підпорядковані всі не-технічні служби люфтваффе. Після загибелі генерала В. Вефера очолив Командне управління Імперського міністерства авіації, яке 1 серпня 1936 перетворено на Генеральний штаб Верховного командування Люфтваффе (ОКЛ). З червня 1936 по травень 1937 — начальник генштабу Люфтваффе (генерал-лейтенант).
1 липня 1937 — був замінений генералом Г. Штумпфом на цій посаді, отримав звання генерал авіації і став командувачем 3-го округу ВПС (Дрезден). 4 лютого 1938 Кессельрінг став на чолі 1-го командування «Схід» (Берлін).

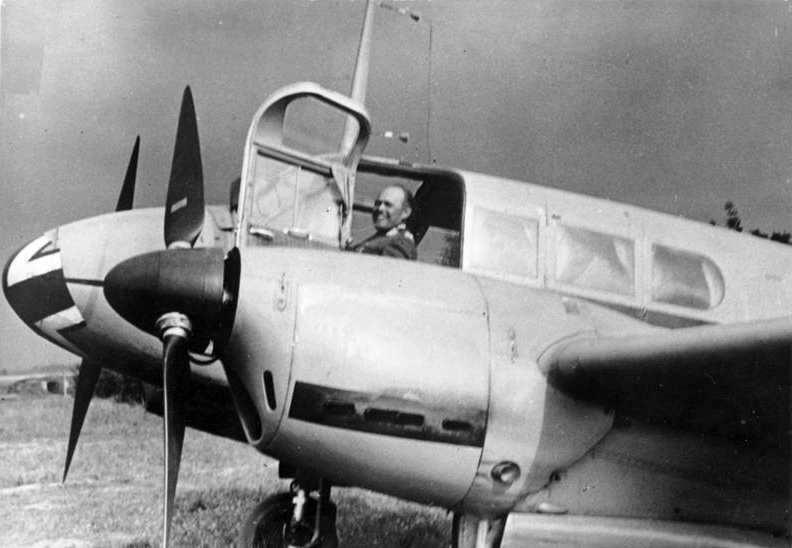
Кесельрінг контролює літак Siebel Fh 104

Брав участь в підготовці легіону «Кондор», що воював у Громадянській війні в Іспанії.
1 лютого 1939 на базі цього командування був сформований 1-й повітряний флот на чолі з Кессельрінгом, який, крім того, став іменуватися «командувачем люфтваффе на Сході».

### Друга світова війна
Перебуваючи на чолі повітряного флоту, брав участь у кампанії проти Польщі (1939), який підтримував дії групи армій «Північ». За цю кампанію Кессельрінг нагороджений планками до Залізних хрестів (повторне нагородження) і Лицарським хрестом.
Під час кампанії проти Франції (з 10 січня 1940) командував 2-м повітряним флотом, що підтримував групу армій «В» генерала Федора фон Бока. Проводив варварські бомбардування міст, практично зрівняв із землею Роттердам.
У ході «Битви за Англію», коли 3-й повітряний флот зазнав невдачі, 19 серпня 1940 на Кессельрінга була покладена відповідальність за подальший хід битви, а також передані до складу 3-го флоту підрозділу одномоторних винищувачів. У травні 1941 флот було перекинуто на радянсько-німецький кордон, де підтримував наступ групи армій «Центр».
Із 1 грудня 1941 командувач «Авіаційного командування південний Захід», керував діями авіації в Середземномор'ї та Італії. Відповідав за планування операцій Люфтваффе в Північній Африці. Вважав за необхідне для успішного проведення операція в Північній Африці захоплення англійської бази — острова Мальта.

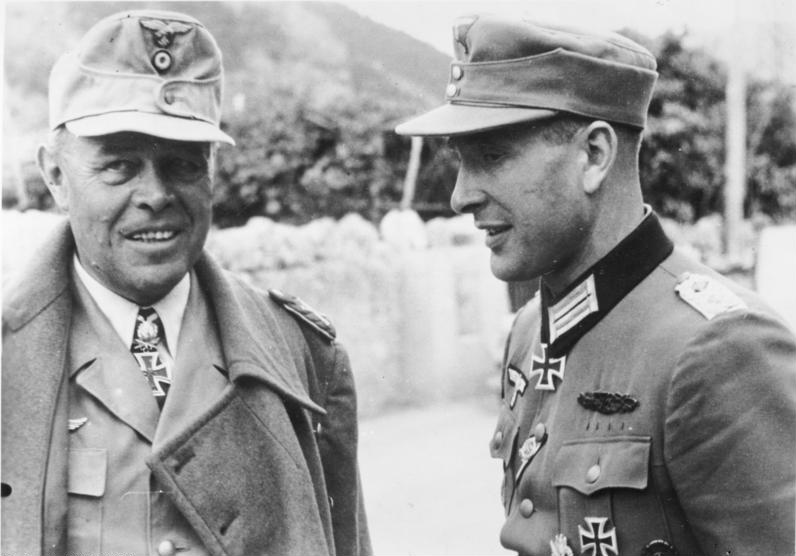
Кесельрінг поруч з оберстом Хіппелем. Італія. 1944

Після арешту Беніто Муссоліні Кессельрінг блискуче провів операцію з окупації Італії і змусив капітулювати Рим. 15 листопада 1943 командування було розширене і перетворене на командування на Південному Заході і групу армій «С» (в яку входили 10-та і 14-та армії). Обидві посади об'єднав у своїх руках Кессельрінг, якому тепер були підпорядковані всі німецькі збройні сили на Італійському театрі військових дій. Проводив жорстоку окупаційну політику, зокрема після підриву партизанами в березні 1944 патруля СС наказав розстріляти 335 заручників.
У лютому 1942 нагороджений Дубовим Листям до Лицарського хреста, у липні 1942 — Мечами до Лицарського хреста з Дубовим Листям, а 19 липня 1944 нагороджений Лицарським хрестом з Дубовим Листям, Мечами і Діамантами.
23 жовтня 1944 потрапив в автомобільну катастрофу, і з 24 жовтня 1944 по 13 січня 1945 його на цих постах замінював генерал Р. фон Фітінгоф-Шєєль.
З 10 березня 1945 — головнокомандувач військами Вермахту на Заході, а з 25 березня по 2 травня 1945 — головнокомандувач німецькими військами на Півдні. 22 квітня в підпорядкуванні Кессельрінга виявилися майже всі німецькі війська, що не знаходилися на радянсько-німецькому фронті.
8 травня 1945 здався в полон американцям. Утримався в Дахау.
6 травня 1947 з'явився перед Англійським військовим трибуналом за звинуваченням у страті заручників. Засуджений до страти, але в жовтні 1947 за особистого клопотання Вінстона Черчилля вирок був замінений на 20-ті річне позбавлення волі.
Вже через 5 років, 23 жовтня 1952 був достроково звільнений. Після звільнення брав активну участь в діяльності реваншистських організацій, союзах учасників війни.

## Нагороди генерал-фельдмаршала Альберта Кессельрінга
Перша світова війна
- Медаль принца-регента Луїтпольда
- Залізний Хрест 2-го класу (1914)
- Військовий орден «За заслуги» (Баварія) IV ступеня з мечами (1914)
- Залізний Хрест 1-го класу (1914)
- Лицарський хрест ордена Альберта 2-го класу з мечами
- Військовий орден «За заслуги» (Баварія) IV ступеня з мечами та короною
- Почесний хрест ветерана війни за 1914-1918 (1934)

Друга світова війна
- *  Медаль «За вислугу років у Вермахті» 4-го, 3-го, 2-го і 1-го класу (за 25 років військової служби)
- Медаль «В пам'ять 1 жовтня 1938»
- Пряжка до Залізного хреста 2-го класу (12 вересня 1939)
- Пряжка до Залізного хреста 1-го класу (25 вересня 1939)
- Лицарський хрест Залізного хреста № 3 (30 вересня 1939)
  - Лицарський хрест Залізного хреста з Дубовим листям № 78 (25 лютого 1942)
  - Лицарський хрест Залізного хреста з Дубовим листям та Мечами № 15 (18 липня 1942)
  -  Лицарський хрест Залізного хреста з Дубовим листям, мечами та діамантами № 14 (19 липня 1944)
- Комбінований Знак Пілот-Спостерігач в золоті з діамантами
- Нагрудний знак пілота (Італія)
- Великий Хрест ордена Корони Італії
- Авіаційна планка винищувача в золоті з підвіскою «400»
- Нарукавна стрічка «Африка»
- 13 разів відмічений в доповіді Вермахтберіхт (8 жовтня 1940, 26 жовтня 1940, 9 листопада 1940, 20 листопада 1940, 25 листопада 1940, 19 червня 1941, 6 серпня 1941, 7 серпня 1941, 19 вересня 1941, 18 жовтня 1941, 19 жовтня 1941, 17 червня 1942, 10 вересня 1943)